# 烈愛天堂
《烈愛天堂》（德語：Aus dem Nichts）是一部2017年德國和法國合拍的劇情片，由德國導演法提·阿金執導 。

## 榮譽
| 頒獎典禮       | 獎項         | 名字         | 結果 | 來源  |
| -------------- | ------------ | ------------ | ---- | ----- |
| 第70屆坎城影展 | 最佳女演員獎 | 黛安·克魯格  | 獲獎 | [ 8 ] |
| 第75屆金球獎   | 最佳外語片   | 《烈愛天堂》 | 獲獎 | [ 9 ] |

## 外部連結
- 開眼電影網上《烈愛天堂》的資料（繁體中文）
- 豆瓣电影上《凭空而来》的資料 （简体中文）
- 时光网上《凭空而来》的資料（简体中文）
- AllMovie上《烈愛天堂》的资料（英文）
- 爛番茄上《烈愛天堂》的資料（英文）
- Box Office Mojo上《烈愛天堂》的資料（英文）
- Metacritic上《烈愛天堂》的資料（英文）
- 互联网电影数据库（IMDb）上《烈愛天堂》的资料（英文）